# Ommatius nigripes
Ommatius nigripes là một loài ruồi trong họ Asilidae. Ommatius nigripes được Becker miêu tả năm 1925. Loài này phân bố ở miền Ấn Độ - Mã Lai.